# Czár Richárd
Czár Richárd (Komló, 1992. augusztus 13. –) magyar labdarúgó, a Budaörsi SC játékosa.

## Pályafutása

### Klubcsapatokban
A Honvéd-MFA nevelése. Játszott az U17-es és az U19-es válogatottban is. 2010. november 26-án debütált a Honvéd felnőtt csapatában. A 46. percben állt be Rufinho helyére a Vasas ellen. 2012-től egy évig kölcsönben az osztrák másodosztályú First Vienna FC-t erősítette és ott 18 találkozón lépett pályára. A 2013-14-es szezonra ismét kölcsönbe került egy évre, a magyar másodosztályú Soproni VSE-hez. Szeptember elején, a Kozármisleny elleni bajnokin súlyos lábközépcsonttörést szenvedett, ezért hosszabb kihagyás várt rá. A 2014-2015-ös idényben hét alkalommal lépett pályára a Honvédban az élvonalban, majd a szezon végén közös megegyezéssel szerződést bontott nevelőegyesületével. 2015. július 31-én aláírt a másodosztályú Dunaújváros PASE csapatához. Ugyan alapembere volt a csapatnak, de fél évvel később így is Ajkára szerződött. Az ezt követő években megfordult Gyirmóton és Mosonmagyaróváron, 2020 nyarán pedig a Budaörsi SC játékosa lett.